# John Rudd (basket-ball)
John William Rudd   est un ancien joueur de basket-ball américain né le 7 août 1955 à DeRidder en Louisiane.
Jouant au poste d'arrière, il n'a joué qu'une saison en NBA aux Knicks de New York disputant 58 matchs (12,5 minutes par match) et marquant 184 points (3,2 par match).